# Ndvungunye
Ndvungunye (também conhecido como Zikodze, Mavuso II) foi Rei da Suazilândia , a partir de 1780 até sua morte, em 1815, depois de suceder seu pai, o Rei Ngwane III a seguiu uma breve regência da Indlovukati LaYaka Ndwandwe. Muito pouco tem sido escrito a qualidade da liderança sob seu reinado. Ndvungunye construiu sua residência em lilawu perto de Mhlosheni nos pés das colinas Mhlosheni em Shiselweni, a sudeste da moderna Suazilândia perto de Zombodze, onde seu pai Ngwane tinha liquidado durante o seu reinado. No seu reinado, um período limitado de expansão e consolidação, é ofuscada pela do seu filho, Rei Sobhuza I. Os assentamentos em Shiselweni estabelecidos sob seu reinado, que ele colocou sob a tutela de seu chefe Sukumbili Mbokane seria, no entanto, não fornecem uma base sólida para o futuro estado Suazi, como indicado pelos ataques após sua morte, em Sobhuza pelos chefes de Ndwandwe. Ndvungunye morreu por volta de 1815, depois de ser atingido por um raio. Ndvungunye era casado com Lojiba Simelane e Somnjalose Simelane. Foi com esta que surgiu seu filho Sobhuza I. Lojiba no entanto tornou-se Rainha-mãe, como ela foi gerente sênior da irmã para Somnjalose. Sobhuza I tornou-se rei em 1815, após a regência da Rainha Lomvula Mndzebele.

## Biografia
Ingwenyama Ndvungunye nasceu por volta de 1760, como filho de Ngwane III e Inkhosikati Lomvula Mndzebele. Ele sucedeu seu pai Ngwane, em 1780. Quando Ndvungunye tornou-se rei, o centro do poder real na Suazilândia foi localizado no sul do país, nos dias de hoje Shiselweni. Como resultado Ndvungunye teve sua residência em Shiselweni no sopé das montanhas Mhlosheni. A residência real da Ndlovukati e a residência do rei foi em Lobamba. Durante o seu reinado, as mais poderosas chefaturas na região foram os Ndwandwe e Mtetwa. Ndvungunye supervisionou as limitadas expansões e consolidações da população de Ngwane. No entanto, os assentamentos em Shiselweni eram vulneráveis a ataques dos clãs de Ndwandwe que eram residentes do sul, perto do rio Pongola.

### Família e sucessores
Ndvungunye tinham várias mulheres e muitos filhos. O mais famoso de seus filhos, Sobhuza eu que ele era filho de Somnjalose Simelane. A lista incompleta de Ndvungunye filhos é como segue:
- Ngwenyama Somhlolo ( Sobhuza I, Ngwane IV )
- Príncipe Malunge
- Príncipe Magwegwe
- Príncipe Ngwekati
- Príncipe Phungodze
- Príncipe Sobandla
- Príncipe Sobhiyoze
- Príncipe Sobokazane
- Príncipe Ndlovu
- Príncipe Ngcayini
- Príncipe Fetshane
- Príncipe Cebisa
- Príncipe Mphondvo
- Príncipe Taba

### Legado
Existe atualmente uma escola chamada Ndvungunye que é escola primária localizada em Mzinsangu.